# Andrei Marc
Andrei Ovidiu Marc (sinh ngày 29 tháng 4 năm 1993 ở Piatra Neamț) là một cầu thủ bóng đá người România thi đấu cho Concordia Chiajna ở vị trí trung vệ. Bố của anh, Ovidiu cũng là một cầu thủ bóng đá và dành hết sự nghiệp thi đấu ở Ceahlăul Piatra Neamț, ghi 41 bàn trong 186 trận đấu của Liga I.
Năm 2010, anh là thành viên của đội tuyển U-17 quốc gia România.